# Mila, Virginia
Mila là một cộng đồng chưa hợp nhất tại Hạt Northumberland, thuộc tiểu bang Virginia của Hoa Kỳ. Mila có tọa độ địa lý tại 37°50′32″B 76°19′39″T / 37,84222°B 76,3275°T.